# Lo Faròt
Lo Faròt (en occità) o Le Pharo (en francès) és un barri del 7è districte de Marsella.
Dins del barri s'hi troba el barri marítim dels Catalans, el Palau Farot construït per Napoleó III, i els seus jardins així com la platja dels Catalans. En aquest districte es troben la direcció de la Universitat d'Aix-Marsella i de l'àrea metropolitana d'Aix-Marsella-Provence .

## Toponímia
Mortreuil dóna fe del nom autèntic : "signum quod Farot vulgariter nuncupatur" (Carta del senescal de Provença, 1302).
El seu nom prové de la cala propera Faròt, que antigament acollia un mirador (signum) sobre el mar (en occità, un faròt és un petit far).